# Vignolo (cognome)
Vignolo è un cognome di lingua italiana.

## Varianti
Vignola, Vignole, Vignoli, Vignolini.

## Origine e diffusione
Cognome tipicamente ligure, è presente prevalentemente nel cuneese oltre che in Liguria.
Potrebbe derivare da un toponimo, come Vignolo in provincia di Cuneo.
In Italia conta circa 451 presenze.
La variante Vignoli è tipica delle province fiorentine e  di  Bologna,  e Firenze; Vignola compare tra Piemonte, Liguria e Lombardia, a Verona, a Napoli, Salerno, Avellino, Bari, Brindisi e Taranto e in Basilicata; Vignolini è fiorentino e pratese; Vignole è quasi scomparso.

## Persone
- Gino Vignolo – calciatore italiano
- Giuseppe Vignolo – politico italiano
- Lorenzo Vignolo – regista italiano
- Mino Vignolo – giornalista italiano